# دانييل ريختر
دانييل ريختر (بالألمانية: Daniel Richter)‏ (و. 1962  م) هو فنان، ورسام، وأستاذ جامعي، وممثل ألماني، ولد في أويتين.

## التعليم
تعلم في University of Fine Arts of Hamburg ‏
.

## وصلات خارجية
- دانييل ريختر على موقع IMDb (الإنجليزية)
- دانييل ريختر على موقع مونزينجر (الألمانية)
- دانييل ريختر على موقع ديسكوغز (الإنجليزية)
- دانييل ريختر في قاعدة بيانات الأفلام على الإنترنت